# Bandobras Toek
Bandobras Toek, bijgenaamd Bullebas, is een personage uit In de ban van de ring van J.R.R. Tolkien. Hij is een hobbit. 
Hij is een erg bekende figuur onder Hobbits. Hij is degene die een aanval van Orks op de Gouw heeft beëindigd, door hun hoofdman Golfimbul te onthoofden met een knuppel. Het hoofd vloog honderd meter door de lucht en belandde in een konijnenhol. Hierdoor werd de slag gewonnen en tegelijkertijd werd de golfsport uitgevonden. 
Bullebas was buitengewoon groot voor een Hobbit. Hij was groot genoeg om een paard te kunnen berijden, terwijl de meeste Hobbits slechts op pony's kunnen rijden, hoewel zij liever lopen.